# Synagoga w Zabłudowie
Synagoga w Zabłudowie (Wielka synagoga) – synagoga drewniana powstała w Zabłudowie w woj. podlaskim, w powiecie białostockim w pierwszej połowie XVII wieku. Została zniszczona 24 czerwca 1941 przez Niemców, którzy zaraz po wkroczeniu do miasta podpalili jego drewnianą zabudowę. Należała do najpiękniejszych i najcenniejszych synagog drewnianych w Polsce. Znajdowała się między ulicami Surażską i Białostocką, nieopodal dzisiejszej remizy strażackiej.

## Historia

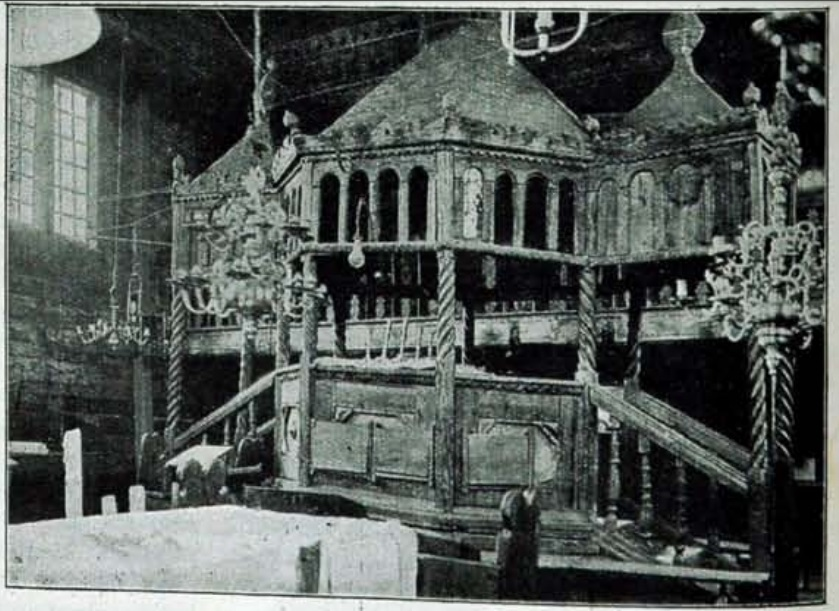
Wnętrze synagogi z widokiem na bimę ok. 1929 r., fot. Szymon Zajczyk

Synagoga została wzniesiona na podstawie wydanego zezwolenia z 1635. Według dokumentów z archiwum dworskiego w Zabłudowie w 1635 Krzysztof Radziwiłł wydał zgodę na budowę synagogi. Być może dotyczy to wyłącznie pozwolenia na dobudowę skrzydła do istniejącego już budynku. Zygmunt Gloger oceniał, że główny trzon synagogi powstał już w XVI wieku.
Synagoga zbudowana została z drewna modrzewiowego bez wykorzystania gwoździ. Miała 18 metrów wysokości i 11 szerokości. Zgodnie z protokółami z pierwszej przebudowy w 1646 dobudowano babiniec dla kobiet. Rekonstrukcje synagogi miały miejsce także w latach 1705 i 1712. Wybitnym osiągnięciem sztuki ciesielskiej był łamany dach pokryty gontem. Według Zygmunta Glogera jeden ze szczytów narożnych „nosi na sobie piętno stylu nazywanego dzisiaj zakopiańskim”. Nawę główną synagogi obiegał ozdobny fryz. Dwa pawilony znajdujące się na rogach budynku przypominały alkierz tradycyjnych polskich dworów. W przybudówkach mieścił się sąd rabinacki.
Pośrodku głównej sali modlitw stała wyjątkowo piękna bima, mająca formę ośmiobocznej wieży z oknami i łukami pokrytej misternymi rzeźbieniami w całości przykryta piramidalnymi daszkami, wspartymi na słupkach, połączonych górą arkaturowym fryzem. Dach nad podium ośmioboczny z „latarnią” z tralek i hełmem z wieloboczną, wysoką gałką; nad schodkami daszki czworoboczne z podobnymi gałkami. Fryz nad podium pełny, nad schodkami ażurowy, nad wejściami wycięty w łuk. Balustrada podium pełna, płycinowa. Słupki pomiędzy górą balustrady i poręczami a dołem fryzu wyrzeźbione w spiralę. Wykańczające fryz listwy: dolna z „wolimi oczami” i górna z ząbkowaniem, deska wycięta w koronkę.
Synagoga posiadała wiele cennych przedmiotów liturgicznych o dużej wartości historycznej. Była to m.in. historyczne zwoje tory, oraz menora stojąca na słupie, za którą chciano zapłacić w 1904 5000$. Oprócz nich w synagodze znajdowały się kolorowe parochety z atłasu jedwabnego i aksamitu, wyszywane srebrnymi i złotymi nićmi; srebrna skrzynia dla kantora na datki; wielki srebrny dzban na wodę do mycia rąk kapłanów i innych świętych naczyń.
Synagoga została oblana benzyną i spalona 24 czerwca 1941 przez żołnierzy niemieckich.

## Plany odbudowy
W latach 80. powstał pomysł odbudowy synagogi. Dotychczas nie rozpoczęły się jednak żadne konkretne działania w tym kierunku. Projekt rekonstrukcji zabłudowskiej synagogi jest od 2001 promowany w międzynarodowych kręgach konserwatorów zabytków, m.in. w USA i Niemczech
Zyskał on poparcie m.in. Muzeum Podlaskiego w Białymstoku, Żydowskiego Instytutu Historycznego w Warszawie, Stowarzyszenie Konserwatorów Zabytków, które podjęło się doprowadzenia do odbudowy synagogi. Zachowała się inwentaryzacja architektoniczna z 1923, wykonana przez Zakład Architektury Polskiej Politechniki Warszawskiej. Szymon Zajczyk (1901–1944) fotografik i badacz architektury sakralnej Żydów polskich, utrwalił zabłudowską synagogę na zdjęciach. Trudnością przy planowanej odbudowie będzie brak wykwalifikowanych specjalistów-cieśli, potrafiących odtworzyć obiekt przy użyciu narzędzi historycznych, aby zrekonstruowana synagoga była możliwie najbardziej zbliżona do oryginału.